# Дубцов, Анатолий Дмитриевич
Дубцов Анатолий Дмитриевич (26 октября 1934, село Сулак, Саратовский край — 10 декабря 2006, Тольятти) — советский партийный и государственный деятель, председатель Тольяттинского горисполкома совета народных депутатов (1982—1988).

## Биография
Родился 26 октября 1934 года в селе Сулак (ныне — Краснопартизанского района Саратовской области). С 1948 года член ВЛКСМ.
В 1963 году окончил Саратовский политехнический институт.
1961—1972 — конструктор, начальник технического бюро, секретарь парткома Тольяттинского электротехнического завода.
1972—1982 — первый секретарь райкома КПСС Центрального района Тольятти.
В 1976 году по партийной линии окончил Высшую партийную школу при ЦК КПСС.
1982—1988 — председатель Тольяттинского горисполкома совета народных депутатов.
1988—1990 год — заместитель председателя Тольяттинского горисполкома под руководством Юрия Фадеева.
В 1990 году с супругой и дочерью Еленой переехал в Куйбышев, где был назначен заместителем председателя Куйбышевского облисполкома совета народных депутатов по быту, затем четыре года работал заместителем начальника управления отдела культуры. На пенсии в общественной и коммерческой деятельности замечен не был.
Скончался 10 декабря 2006 года, похоронен на Баныкинском кладбище в городе Тольятти.

### Награды
- Орден «Знак Почёта»
- Орден Дружбы народов
- Орден Трудового Красного Знамени

### Семья
Жена — Вера Николаевна Дубцова; работала преподавателем в Тольяттинском политехническом техникуме и в городском филиале Союзпечать.
Дети: Ольга (р. 1957, в замужестве Матвеева) — врач-уролог в Городской больницы № 1; Елена (р. 1966, в замужестве Морозова) — доцент кафедры теологии СамГУПС.